# Ван ден Берг, Йен
Йен ван ден Берг (нидерл. Jeen van den Berg; род. 8 января 1928, Де Венхоп, Нидерланды — 8 октября 2014, Херенвен, Нидерланды) — нидерландский конькобежец. Серебряный призёр чемпионата Нидерландов по конькобежному спорту в классическом многоборье среди мужчин 1956 года. Участник зимних Олимпийских игр 1956 и 1960 года. Почётный гражданин общины Херенвеен.

## Биография
Йен ван ден Берг родился в деревне Де Венхоп, провинция Фрисландия в семье фризских фермеров. Учился самостоятельно кататься в канавах и покрытых льдом каналах. Получил образование по специальности — математика. Некоторое время работал учителем. Вплоть до 69-летнего возраста участвовал в разного рода соревнованиях по конькобежному спорту. Последним соревнованием, в котором он принял участие был Elfstedentocht 1997 года — нерегулярный конькобежный ультрамарафон на дистанцию в 200 км (в 1954 году он выиграл этот забег). В 2001 году прекратил катание на коньках после внутримозгового кровоизлияния. В последнее время жил в доме престарелых в общине Херенвен, где и умер в 2014 году от осложнений после очередного внутримозгового кровоизлияния.
В карьере ван ден Берга не было медалей, полученных на соревнованиях международного уровня. Лучший свой результат он продемонстрировал во время чемпионата мира по конькобежному спорту в классическом многоборье 1960 года, что проходил в швейцарском городе — Давос. По сумме своих выступлений ван ден Берг с результатом 192.063 очков занял 13-е место в итоговом положении.
На зимних Олимпийских играх 1960 года, вторых в своей карьере, ван ден Берг был заявлен для участия в забеге на 5000 и 10 000 м. 25 февраля 1960 года на Олимпийском ледовом кольце Скво-Велли он завершил свой забег на 5000 м среди мужчин с результатом 8:22.4. В общем итоге ван ден Берг занял 19-е место. 27 февраля 1960 года на Олимпийском ледовом кольце Скво-Велли он завершил свой забег на 10 000 м среди мужчин с результатом 17:23.5. В общем итоге ван ден Берг занял 22-е место.